# Ayrshireboskap

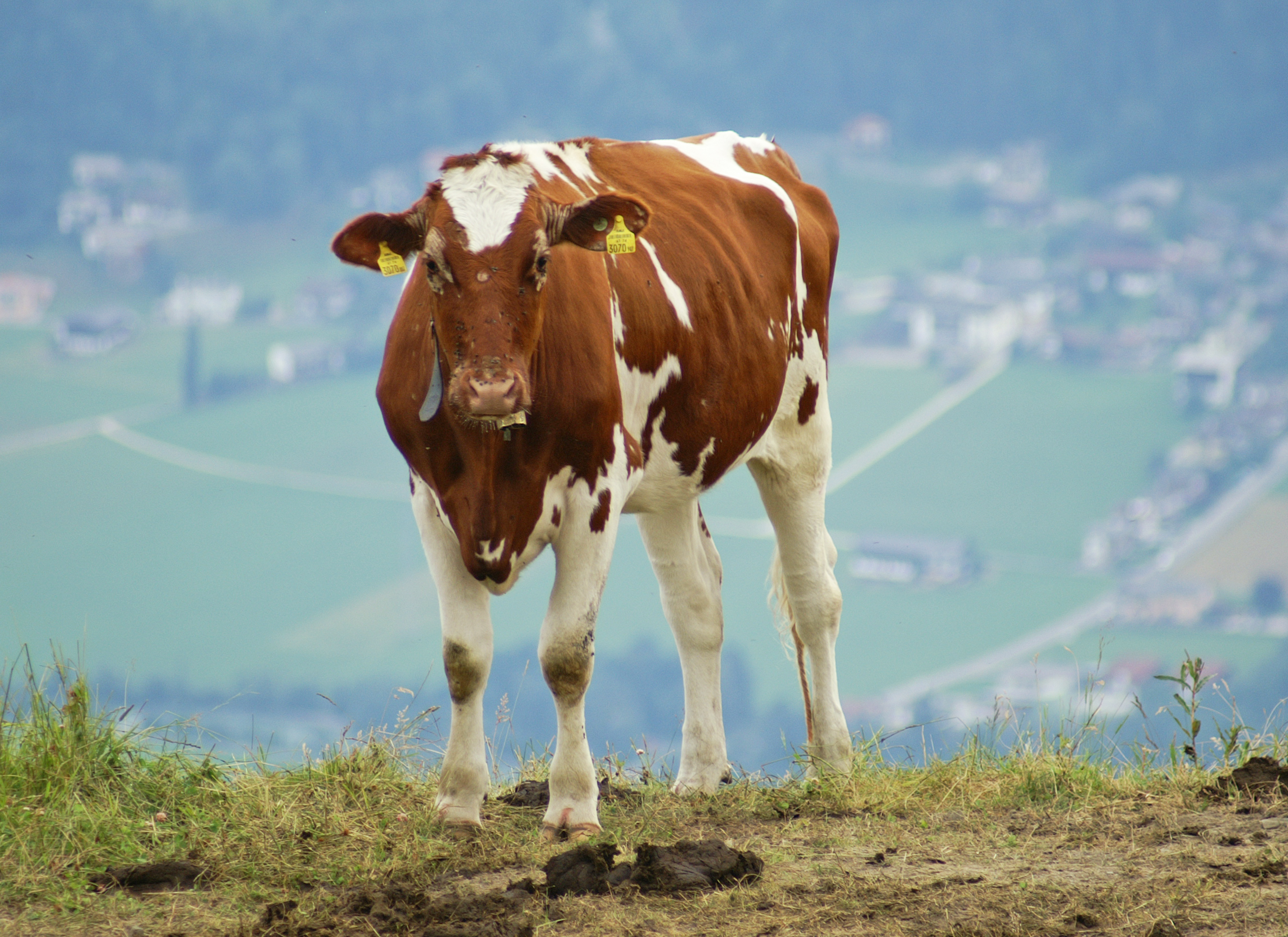
Ayrshirekviga

Ayrshireboskap är en skotsk nötkreatursras, härstammande från norra delen av det gamla grevskapet Ayrshire, varifrån den spritt sig till alla världsdelar.
Skotsk ayrshire är medelstor, en ko väger omkring 365-550 kilo och ger en rik mjölkavkastning. Färgen är brun, röd, vit, rödbrokig eller svartbrokig. Utmärkande för rasen är de kraftiga och uppåtriktade hornen. Ayrshirerasen är härdig och lever i sitt hemland ofta under karga förhållanden. I Sverige infördes den första gången på 1830-talet. Den blev här den dominerande rasen och användes i stor utsträckning till förädling av de mellansvenska lantraserna. Genom denna förädling försvann dessa lantraser, och det uppstod en typisk svensk ayrshireras, särskilt anpassad för svenska förhållanden varför den skotska importen upphörde. En annan ras med ayrshireblod, nämligen Rödbrokig svensk boskap (RSB), uppkom. Efterhand kom svensk ayrshireras och Rödbrokig svensk boskap att likna varandra, att de 1928 slogs samman till en ras, Svensk röd och vit boskap (SRB).